# Supjan Abdullajev
Supjan Minkailovitj Abdullajev (russisk: Супьян Минкаилович Абдуллаев ; født 8. november 1956 i Kasakhstan, død 28. marts 2011, ) var tidligere vicepræsident i den Tjetjenske republik Itjkeri.
Abdullajev var tilknyttet den tjetjenske partisan-bevægelse som slås mod Rusland og deres råderet over den tjetjenske republik. Abdullajev var først og fremmest snarere en religiøs skikkelse end en militærmand. Efter den første tjetjenske krig blev Abdullajev oberst i det tjetjenske militær, og han sad som minister for indre anliggender for den tjetjenske republik i 1997. Abdullajev blev dræbt i et af russiske sikkerhedsstyrker i en lejr for tjetjenske oprører i bjergene i Kaukasus den 28. marts 2011. 